# 祧庙
祧庙为太庙中的远祖庙，又叫祧殿。 

明清祧庙，今北京太庙后殿

中国古代，依据周礼，《礼记·王制》：“天子七庙，三昭三穆，与大祖之庙而七。”因此，一般情况下，太庙寝殿神牌开国君主（一般是太祖）居中，按昭穆制度，左昭右穆，父为昭，子为穆，三昭三穆，一共供奉七位皇帝。如果一个朝代需要祭祀的皇帝超过七个，除太祖“万世不祧”以外，就“亲尽则祧”，即把与在位皇帝关系最远的皇帝的神牌移出寝殿，移到祧庙当中进行供奉。当进行祫祭的时候，祧庙中的神牌会取出放到享殿中，按照世系排列好，举行隆重的仪式祭祀，祭毕奉回。实际上，历朝历代根据实际情况对这一制度有不同程度的改动，并不一定完全奉行。
元代无祧迁制度，太庙形制多次更动，常常扩建寝殿庙室以容纳先帝神牌，至顺帝末年寝殿共十一室。
明代，寝殿供奉九位皇帝神牌，太祖、成祖（嘉靖帝改庙号，原庙号「太宗」）为万世不祧之君，除此以外超出九个的则移入祧庙中。
清朝的祧庙在今北京太庙后殿，殿内陈设如寝殿。但清代不遵循天子七庙、亲尽则祧的制度，寝殿中不仅仅只有七位皇帝的神牌，所有去世皇帝的神牌都供奉在寝殿中。祧庙中供奉的是清朝建立前被追尊的皇帝神牌，清代正中供奉肇祖、左兴祖、再左显祖、右景祖，每季首月皇帝派官员在祧庙祭祀。